# Puilaurens
Puilaurens – miejscowość i gmina we Francji, w regionie Oksytania, w departamencie Aude.
Według danych na rok 1990 gminę zamieszkiwało 219 osób, a gęstość zaludnienia wynosiła 7 osób/km² (wśród 1545 gmin Langwedocji-Roussillon Puilaurens plasuje się na 693. miejscu pod względem liczby ludności, natomiast pod względem powierzchni na miejscu 173.).

## Zabytki
Zabytki w miejscowości posiadające status Monument historique:
- zamek w Puilaurens (château de Puilaurens)